# Alexandre de Stieglitz
Pour les articles homonymes, voir Stieglitz.
Alexandre Ludwigovitch de Stieglitz (en russe : Барон Алекса́ндр Лю́двигович фон Шти́глиц), né le 1er septembrejul. (13 septembre grég.) 1814 à Saint-Pétersbourg ; mort le 24 octobrejul. (5 novembregrég.) 1884 à Saint-Pétersbourg, est un  banquier, industriel, mécène et philanthrope, baron de l'Empire russe.

## Banquier
Alexandre de Stieglitz est le deuxième fils du baron Ludwig Stieglitz (de), fondateur et propriétaire de la banque Stieglitz. Il fait ses études l'Université de Dorpat (maintenant Tartu) et entre dans la fonction publique impériale russe en tant que membre du Conseil de l'industrie du ministère des finances.
À la mort de son père en 1843, Stieglitz hérite de la banque et devient, comme son père, le banquier du Tsar. Entre 1840 et 1850, il place avec très grand succès six emprunt d'État à 4 % pour financer la construction de la ligne de chemin de fer de Saint-Pétersbourg — Moscou. Au plus fort de la guerre de Crimée, il organise un emprunt important à l'étranger. En outre, Stieglitz possède des usines et entreprises à Narva et à Saint-Pétersbourg.
En 1846, Stieglitz est élu président du comité de surveillance de la bourse. De par cette fonction, il est impliqué dans toutes les opérations financières décidées par le conseil des ministres impérial. En 1857, il fonde, avec d'autres, la Société des chemins de fer russes. 
En 1860 il liquide toutes ses entreprises commerciales et se démet aussi de la présidence du comité de surveillance de la bourse. Ensuite il est nommé,  par le tsar Alexandre II, président de la Banque d'État de l'Empire russe nouvellement créé. En 1866, il abandonne ce poste et quitte la fonction Publique.

## Mécène
Stieglitz fonde en  1876 l’Académie centrale du dessin technique de Saint-Pétersbourg devenue aujourd'hui l'Académie d'art et d'industrie Stieglitz. En 1878, il crée, en outre, un musée pour les étudiants de son école centrale devenu le Musée Stieglitz des arts décoratifs de Saint-Pétersbourg.
Stieglitz est enterré à Ivangorod dans l'église de la Trinité, qu'il avait fait construire pour les ouvriers de ses usines. Son fils unique est mort enfant. Son immense fortune revient à sa fille adoptive Nadejda Iounieva (en russe : Надежда Михайловна Ю́нева), déposée comme bébé dans un panier dans le jardin de la datcha de Stieglitz, et qui est une fille illégitime du prince Michel Pavlovitch de Russie.

## Distinctions (sélection)
- Ordre de Saint-Stanislas 3e classe
- Ordre de Saint-Vladimir 4e classe
- Ordre de Sainte-Anne 2e classe

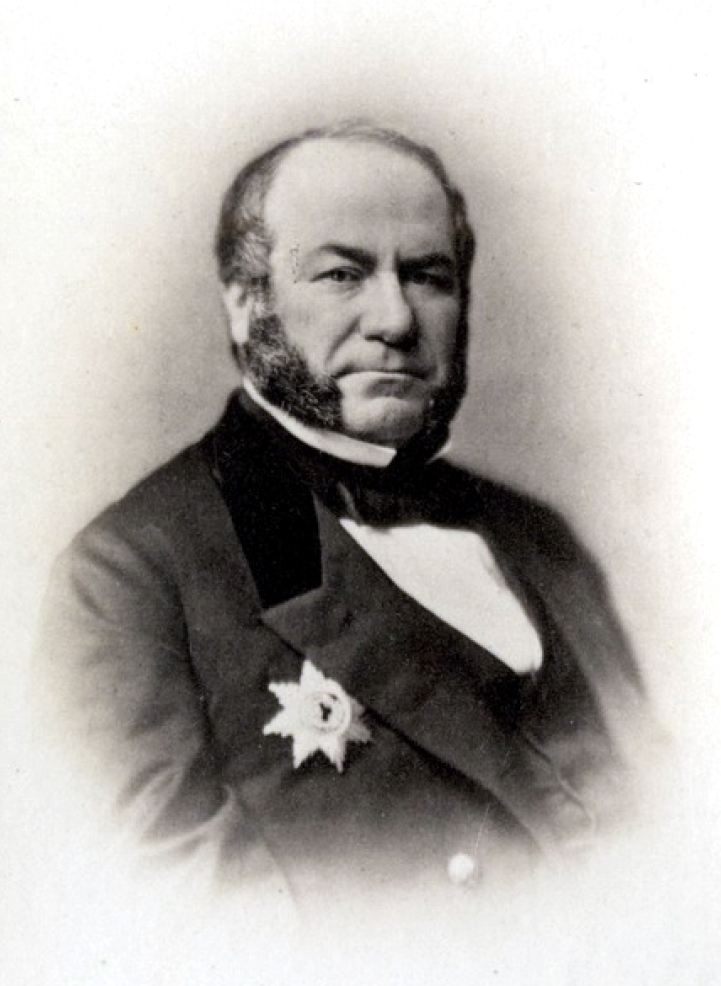
Alexander von Stieglitz (1865)
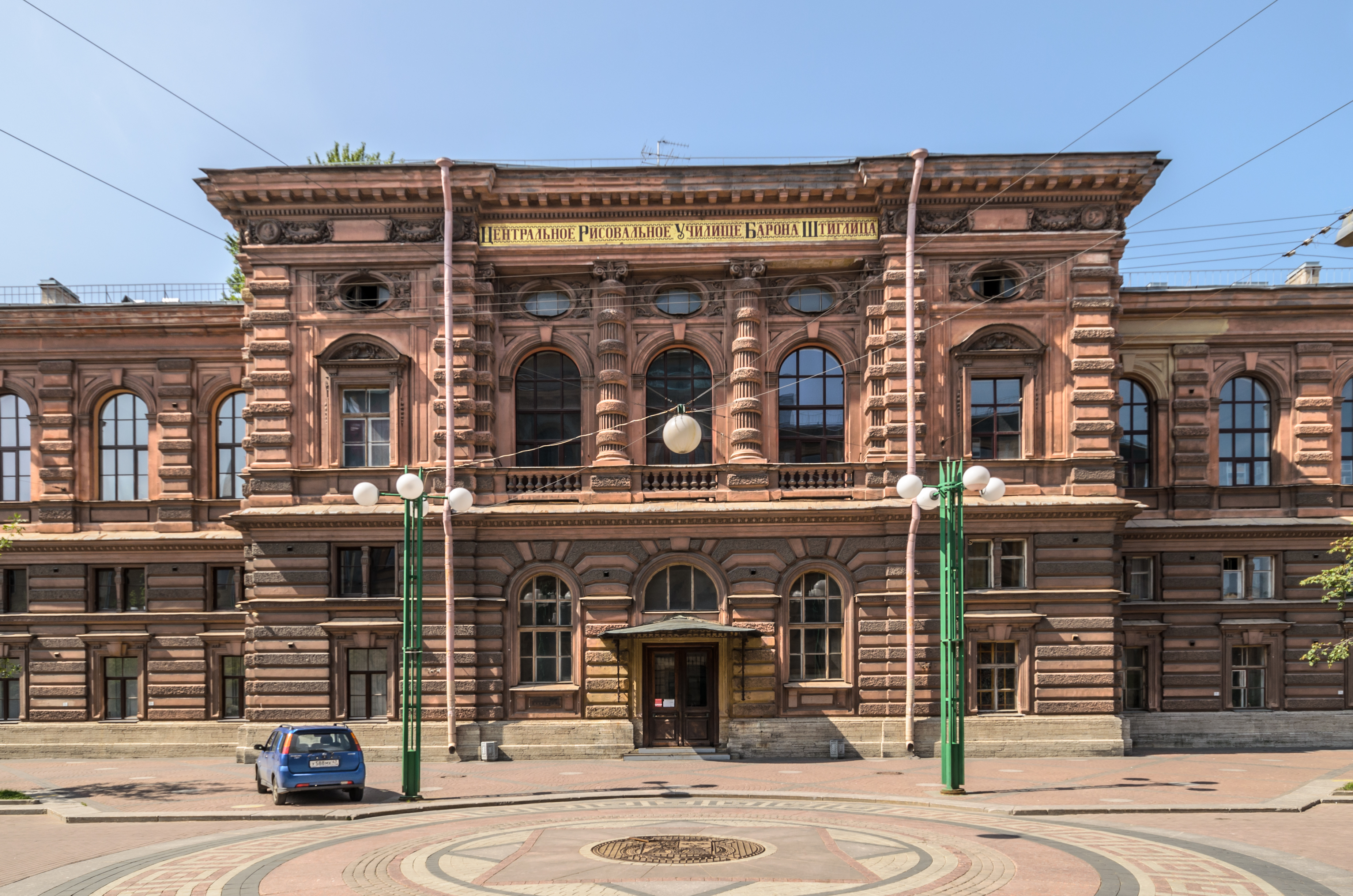
Académie centrale du dessin technique
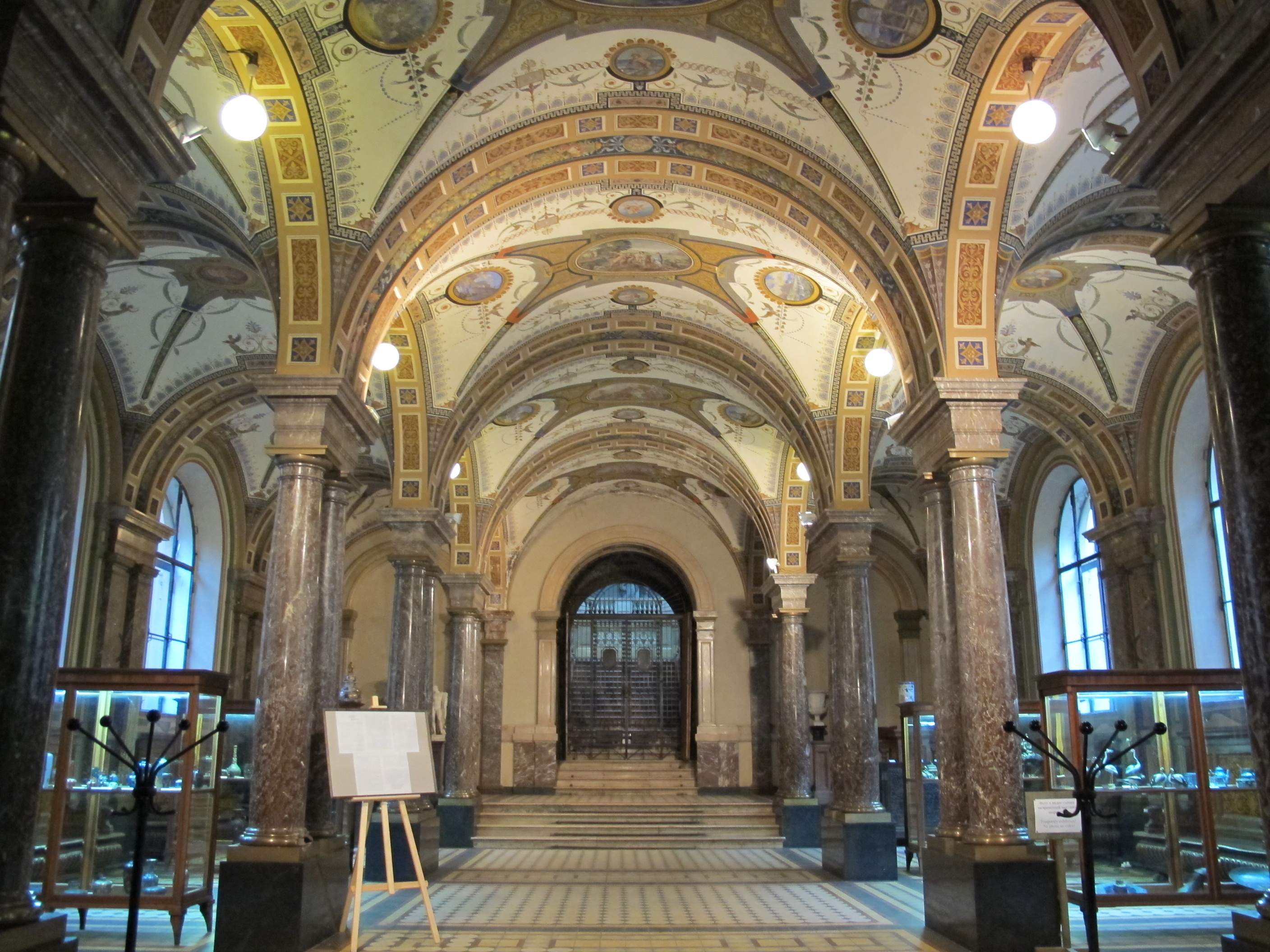
Musée des arts décoratifs Stieglitz (atrium)
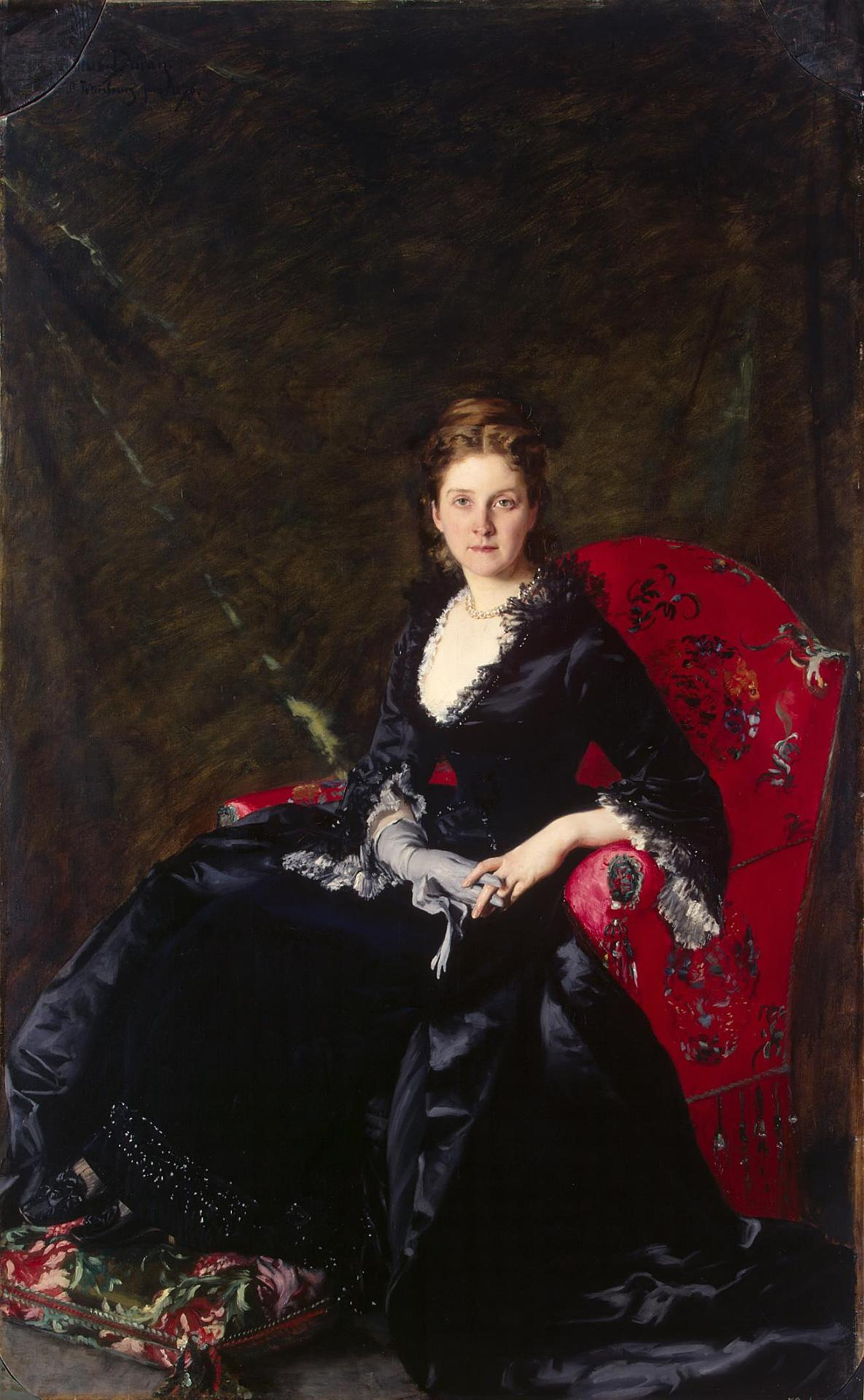
Portrait de Nadezhda Polovtsova Carolus-Duran, 1876 Musée de l'Ermitage, Saint-Pétersbourg